# 12 de Perseu
12 de Perseu (12 Persei) és un estel binari espectroscòpic a la constel·lació de Perseu. Situat a 79 anys llum del sistema solar, té magnitud aparent +4,90.
La component principal del sistema és una nana groga de tipus espectral F8V amb una temperatura efectiva de 6.100 K. Lluix amb una lluminositat 3,3 vegades major que la lluminositat solar i el seu radi és un 62% més gran que el radi solar. Amb una massa un 38% major que la del Sol, és un estel similar a Zavijava (β Virginis) o θ Persei A, aquest darrer també a la constel·lació de Perseu.
El seu company és també un nan groc, encara que més fred i menys lluminós. De tipus G1.5V i 5.850 K de temperatura, té una massa de 1,24 masses solars. Dues vegades més lluminosa que el Sol, el seu radi és un 38 % més gran que el radi solar. El període orbital és de 330,98 dies amb una separació mitjana entre ambdós estels de 1,30 ua, si bé l'òrbita és molt excèntrica (ε = 0,67).